# Василько Василь Степанович
Василь Степанович Василько (справжнє прізвище — Миляєв; 26 березня (7 квітня) 1893, Бурти — 18 березня 1972, Одеса) — український режисер, актор і педагог, народний артист СРСР (з 1944). Засновник Державного музею театрального, музичного та кіномистецтва УРСР у Києві (1924).

## Життєпис
Народився 26 березня (7 квітня) 1893 року в селі Буртах (нині Шполянського району Черкаської області) в родині Степана Платоновича Міляєва, який був головним бухгалтером в маєтку поміщика Ханенка, і Марії Павлівни Рудкевич (усього в родині було п'ятеро дітей).
У 1904—1913 рр. навчався в Другій київський чоловічій гімназії.
У 1913—1916 рр. навчався в Київському університеті на філологічному факультеті.
У 1912 р. вперше виступив на сцені професійного театру.
Виконував ролі козака та хлопця у сцені вечорниць у «Назарі Стодолі» (1912, театр Миколи Садовського) та ксьондза в «Івані Гусі» («Єретик», 1919, «Молодий театр»). Брав участь як асистент режисера і виконавець ролей кобзаря та полковника конфедератів у «Гайдамаках» (обидві вистави за Шевченком, інсценізація і режисура Леся Курбаса, 1920, Перший театр Української Радянської Республіки імені Шевченка, а також у 1921, Кийдрамте).
1922—1923 років очолював Мандрівний театр «Каменярі».
1933—1938 рр. — Художній керівник Сталінського драматичного театру.
В Одеському українському драматичному театрі (Одеська держдрама) поставив комедію «За двома зайцями» (за п'єсою М.Старицького, інсценізація В. Василька і В. Ярошенка, 1925). Після цього отримав запрошення очолити театр. На його сцені здійснив більше 30 постановок української і світової класики, сучасних п'єс, виступаючи часто в ролі драматурга., зокрема «Гайдамаків» (в інсценізації Леся Курбаса 1927, 1961) та драму С. Голованівського про Шевченка «Поетова доля» (1939).

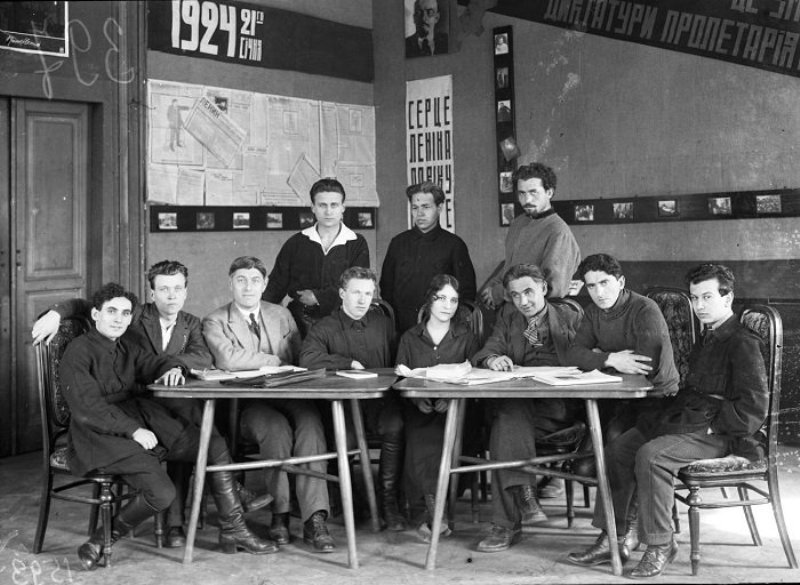
Режисерська лабораторія театру «Березіль», 1925 р. Сидять (зліва направо): Ханан Шмаїн, Я. Бортник, В. Василько, Борис Тягно, З. Пігулович, Л. Курбас, Ф. Лопатинський, Ю. Лішанський. Стоять: Павло Береза-Кудрицький, І. Крига, А. Авраменко-Ирій

Підготував концертні програми «На Вкраїні милій», «І вражою злою кров'ю волю окропіте» (1942–1943). Інсценізував і поставив Шевченкові поеми «Єретик» («Іван Гус») та «Відьма» (1929, 1930, Харківський Червонозаводський театр), використав мотиви творів поета в інсценізаціях «Енеїди» Івана Котляревського та «Черевичків» за Миколою Гоголем.
З 1943 по 1948 рік працював художнім керівником та директором у Чернівецькому музично-драматичному театрі. На його честь на Театральні площі Чернівців на Алеї слави встановлено зірку.
В 1961 — 1963 роках викладав в Одеському театрально-художньому училищі.
Нагороджений двома орденами, а також медалями.
Пішов з життя 18 березня 1972 року в Одесі. Похований на 2-му Християнському кладовищі. Його друга дружина Юлія Миколаївна Розумовська сама придумала, яким буде пам'ятник на могилі Василя Степановича і, не чекаючи допомоги від влади, на свій кошт його встановила. На пам'ятнику — надпис «Від дружини» та театральні маски, які плачуть. Через роки поруч з видатним режисером поховали і його дружину.